# Associazione Calcio Pavia 1952-1953
Questa voce raccoglie le informazioni riguardanti l'Associazione Calcio Pavia nelle competizioni ufficiali della stagione 1952-1953.

## Stagione
Nella stagione 1952-1953 il Pavia ha disputato il nuovo campionato di Serie C a girone unico e lo ha vinto con 48 punti in classifica facendo ritorno nella serie cadetta con l'Alessandria giunta al secondo posto con 46 punti. La novità della stagione 1952-1953 è l'allineamento della Serie C sullo stesso piano delle serie maggiori: girone unico a diciotto squadre con due promozioni come in Serie B.
Il nume tutelare del Pavia Pietro Fortunati viene nominato "cavaliere della Repubblica" per il merito sportivo di aver sorretto per diversi anni le sorti pavesi in precarie condizioni economiche. Oltre all'onorificenza può tirare un sospiro di sollievo perché con lui ora collabora un intraprendente industriale quale il Dott. Giuliano Ravizza. Intorno alla squadra allenata da Giovanni Brezzi vi è molta euforia, gli spalti del vecchio Comunale si mostrano insufficienti a contenere i tifosi che hanno ritrovato la strada di via Alzaia. Sta per arrivare l'annata dei miracoli, tutto va per il giusto verso. Il lungo duello con i grigi alessandrini è il tema del campionato. I granata si mantengono sempre in testa, a sette giornate dal termine hanno quattro punti di vantaggio sui grigi, ma le sconfitte sugli infuocati campi di Lecce e Taranto rimettono in discussione il primato, saranno le due vittorie interne con Livorno e Mantova a decretare il ritorno, dopo diciotto anni, in Serie B. Miglior marcatore stagionale dei granata pavesi è Mario De Prati con 17 reti realizzate.

## Rosa
| N. |                   | Ruolo | Calciatore         |
| -- | ----------------- | ----- | ------------------ |
|    | Italia (bandiera) | P     | Carlo Baggini      |
|    | Italia (bandiera) | C     | Fausto Braga       |
|    | Italia (bandiera) | D     | Mario Burini       |
|    | Italia (bandiera) | A     | Giuseppe Cavagnero |
|    | Italia (bandiera) | D     | Felice Cerri       |
|    | Italia (bandiera) | C     | Manlio Cipolla     |
|    | Italia (bandiera) | D     | Angelo Colla       |
|    | Italia (bandiera) | A     | Mario De Prati     |
|    | Italia (bandiera) | C     | Francesco Duzioni  |
|    | Italia (bandiera) | C     | Roberto Fiorio     |

| N. |                   | Ruolo | Calciatore        |
| -- | ----------------- | ----- | ----------------- |
|    | Italia (bandiera) | P     | Mario Gambazza    |
|    | Italia (bandiera) | A     | Renzo Gottardo    |
|    | Italia (bandiera) | A     | Giovanni Lavarino |
|    | Italia (bandiera) | C     | Felice Mariani    |
|    | Italia (bandiera) | A     | Enrico Pirovano   |
|    | Italia (bandiera) | C     | Silvano Racman    |
|    | Italia (bandiera) | A     | Carlo Regalia     |
|    | Italia (bandiera) | P     | Giampiero Rivolo  |
|    | Italia (bandiera) | C     | Franco Rosa       |
|    | Italia (bandiera) | D     | Giovanni Spertini |

## Risultati

### Serie C

#### Girone di andata
| Arbitro: | Cartei (Firenze) |

|           |           |            |
| Milli 45’ | Marcatori | 41’ Fiorio |

| Arbitro: | Garzelli (Livorno) |

|             |           |                       |
| Vergani 83’ | Marcatori | 24’ Rosa 90’ Lavarino |

| Arbitro: | Menchini (Udine) |

|                                 |           |  |
| De Prati 22’ Mariani 69’ (rig.) | Marcatori |  |

| Arbitro: | Garzelli (Livorno) |

|                 |           |  |
| Bertoni III 49’ | Marcatori |  |

| Pavia 12 ottobre 1952 5ª giornata | Pavia                | 0 – 0 | Alessandria | Stadio Comunale\| Arbitro: \| Michieletto (Mestre) \| |
| Arbitro:                          | Michieletto (Mestre) |       |             |                                                       |

| Arbitro: | Valsecchi (Milano) |

|                       |           |                       |
| Korostelev 19’ (rig.) | Marcatori | 69’ De Prati 85’ Rosa |

| Arbitro: | Casati (Varese) |

|           |           |  |
| Braga 72’ | Marcatori |  |

| Arbitro: | Alterio (Roma) |

|  |           |              |
|  | Marcatori | 61’ Pirovano |

| Arbitro: | Canepa (Genova) |

|                           |           |            |
| Lavarino 8’ Cavagnero 86’ | Marcatori | 69’ Oldani |

| Arbitro: | Lo Bello (Siracusa) |

|                           |           |                    |
| Colosio 32’ Ampollini 80’ | Marcatori | 84’ (rig.) Mariani |

| Arbitro: | Buscarini (Firenze) |

|                                             |           |                           |
| Braga 24’ Cipolla 28’, 86’ Grani 46’ (aut.) | Marcatori | 49’ Bislenghi 71’ Cafasso |

| Arbitro: | Gambarotta (Genova) |

|                   |           |  |
| De Prati 19’, 88’ | Marcatori |  |

| Arbitro: | Liverani (Torino) |

|  |           |              |
|  | Marcatori | 28’ De Prati |

| Arbitro: | Menchini (Udine) |

|                                            |           |                          |
| Cipolla 5’ Mariani 29’ (rig.) De Prati 82’ | Marcatori | 31’ Maluta 49’ Trevisani |

| Arbitro: | Mazzoni (Parma) |

|                          |           |  |
| Cavagnero 7’ De Prati 8’ | Marcatori |  |

| Arbitro: | De Leo (Mestre) |

|                          |           |              |
| Ghezzani 15’ Rinaldi 47’ | Marcatori | 75’ Lavarino |

| Arbitro: | Tassini (Verona) |

|  |           |                       |
|  | Marcatori | 17’ Rosa 77’ De Prati |

#### Girone di ritorno
| Arbitro: | Raule (Roma) |

|                                  |           |             |
| Pirovano 37’, 83’ Braga 75’, 78’ | Marcatori | 32’ Marconi |

| Arbitro: | Grandville (Roma) |

|              |           |  |
| De Prati 67’ | Marcatori |  |

| Arbitro: | Rigato (Mestre) |

|           |           |          |
| Beghi 50’ | Marcatori | 55’ Rosa |

| Arbitro: | Gemini (Roma) |

|                   |           |             |
| De Prati 70’, 86’ | Marcatori | 40’ Vanelli |

| Alessandria 22 febbraio 1953 22ª giornata | Alessandria     | 0 – 0 | Pavia | Stadio Giuseppe Moccagatta\| Arbitro: \| Bellè (Venezia) \| |
| Arbitro:                                  | Bellè (Venezia) |       |       |                                                             |

| Arbitro: | Gemini (Roma) |

|                      |           |  |
| Rosa 8’ De Prati 38’ | Marcatori |  |

| Arbitro: | De Gregorio (Legnano) |

|  |           |                  |
|  | Marcatori | 91’ (aut.) Flapp |

| Arbitro: | De Marchi (Pordenone) |

|             |           |  |
| Duzioni 72’ | Marcatori |  |

| Arbitro: | Valsecchi (Milano) |

|                              |           |  |
| Oldani 29’ Seratoni 40’, 80’ | Marcatori |  |

| Arbitro: | Canepa (Genova) |

|                          |           |                |
| Cavagnero 42’ Racman 65’ | Marcatori | 45’ Castignani |

| Arbitro: | Arpaia (Roma) |

|                                           |           |                       |
| De Santis 34’ Cardinali 42’ Bislenghi 62’ | Marcatori | 48’ Rosa 60’ De Prati |

| Arbitro: | Rigato (Mestre) |

|            |           |  |
| Tortul 52’ | Marcatori |  |

| Arbitro: | Adami (Roma) |

|                      |           |              |
| Rosa 35’ Duzioni 87’ | Marcatori | 1’ Sandukcic |

| Arbitro: | Occhinegro (Taranto) |

|                        |           |            |
| Maluta 25’ Bernard 68’ | Marcatori | 56’ Fiorio |

| Arbitro: | Rigato (Mestre) |

|                           |           |                    |
| Ferretti 25’ Olivieri 28’ | Marcatori | 89’ (rig.) Mariani |

| Arbitro: | Grandville (Roma) |

|                                        |           |  |
| De Prati 1’, 45’, 65’ Cipolla 20’, 81’ | Marcatori |  |

| Arbitro: | Pizzato (Mestre) |

|                                             |           |  |
| Mariani 52’ (rig.) Cipolla 76’ De Prati 80’ | Marcatori |  |